# Caracas Fútbol Club
Cet article possède un paronyme, voir Caracas (homonymie).
Maillots
Actualités
Le Caracas Fútbol Club est un club vénézuélien de football basé à Caracas.

## Histoire
Le club est fondé en 1967, par un groupe d'amis comme il n'existait pas de club à Caracas avec Caracas dans le nom. La plupart des clubs étaient fondés par des migrants espagnols (Unión Deportiva Canarias), italiens (Deportivo Petare) ou portugais (Club Deportivo Portugués).
En 1984, le club fusionne avec le Yamaha FC (fondé en 1976) et s'inscrit en deuxième division sous le nom  Caracas-Yamaha.
Le club est immédiatement promu en première division en 1985 et se renomme Caracas Fútbol Club. Sa première saison dans l'élite est difficile, le club évite la relégation. En 1987, le club s'affirme et gagne son premier titre, la Coupe du Venezuela.
En 1992, Caracas FC remporte son premier titre de champion, le club participera ensuite régulièrement aux compétitions continentales.

## Stade
Jusqu'en 2005, le club joue dans le stade Brígido-Iriarte. Depuis il possède son propre stade le Cocodrilos Sports Park d'une capacité de 3500 places, pour les catégories jeunes et les séances d'entrainement. L'équipe senior joue la majorité de ses matchs à l'Estadio Olímpico.

## Palmarès
- Championnat du Venezuela (12)
  - Champion : 1992, 1994, 1995, 1997, 2001, 2003, 2004, 2006, 2007, 2009, 2010, 2019

- Coupe du Venezuela (5)
  - Vainqueur : 1987, 1993, 1994, 2009, 2013
  - Finaliste : 1992, 1995

## Anciens joueurs
- Franklin Lucena
- Oswaldo Vizcarrondo
- Wuilker Faríñez